# Усть-Удинский район
Усть-Удинский райо́н — административно-территориальное образование (район) и муниципальное образование (муниципальный район) в Иркутской области России.
Административный центр — посёлок Усть-Уда.

## География
Усть-Удинский район расположен в Среднем Приангарье, на правобережье Ангары и в верхнем течении Илима. Граничит на юге с Осинским, на юго-западе с Нукутским, на западе с Балаганским, на северо-западе с Братским, на севере с Нижнеилимским, на северо-востоке с Усть-Кутским, на востоке с Жигаловским районами.
Срединное местоположение на территории Иркутской области обуславливает соседство со многими районами, но плохая транспортно-инфраструктурная освоенность территории затрудняет транспортные связи. Усть-Удинский район имеет лесопромышленный и сельскохозяйственный профиль при слабой развитости иных отраслей хозяйства. Площадь района — 20,4 тыс. км².
Наиболее удаленными от центра района являются с. Аносово, с. Аталанка, п. Подволочное, п. Карда. Расстояние до них составляет 180—260 километров.

### Климат
Климат в районе — резко континентальный с продолжительной холодной зимой и теплым летом. Среднегодовая температура воздуха −3,2 °C.

## История
Современный Усть-Удинский район образован в 1926 году в составе Восточно-Сибирского края. Первым поселением на его территории была д. Солодково, первое упоминание об этом в исторических хрониках датируется 1645 годом.
Русские землепроходцы начали заселять территорию будущего Усть-Удинского района в конце XVII века, тогда возникли Ново-Удинская слобода и Яндинский острог — центры одноимённых волостей Илимского уезда. Первыми жителями Ново-Удинской слободы были ссыльные и крестьяне из Западной Сибири.
В 1856 году территория нынешнего Усть-Удинского района стала частью Балаганского уезда. В эти годы регион интенсивно развивается, увеличиваются площади обрабатываемых земель.
Со времени освоения территории русскими она становится местом ссылки уголовных и политических элементов. В 1903 году здесь в ссылке находился И. В. Сталин. В Новой Уде, где его содержали, через три десятилетия был открыт мемориальный музей.
В конце 1920-х гг. на территории района в 101 населённом пункте проживало более 17 тыс. жителей. В годы Великой Отечественной войны защищать Родину ушли 6 тысяч усть-удинцев. Двоим из них было присвоено звание Героя Советского Союза.
После затопления поймы Ангары под водой оказывается около 30 тыс. км² плодородных пашен и пастбищ, что резко сказалось на основных видах деятельности населения — земледелии и скотоводстве. В 1962 году в Усть-Удинский район переходит правобережная часть Балаганского района.
Усть-Удинскую землю прославил знаменитый русский писатель Валентин Григорьевич Распутин, который родился в Усть-Удинском районе в 1937 году.

## Население
| 2002    | 2009    | 2010    | 2011    | 2012    | 2013    | 2014    |
| ------- | ------- | ------- | ------- | ------- | ------- | ------- |
| 16 747  | ↘16 134 | ↘14 385 | ↘14 337 | ↘14 210 | ↘14 056 | ↘13 884 |
| 2015    | 2016    | 2017    | 2021    |         |         |         |
| ↘13 847 | ↘13 647 | ↘13 549 | ↘13 461 |         |         |         |

### Урбанизация
В городских условиях (рабочий посёлок Усть-Уда) проживают  36,54 % населения района.

## Муниципально-территориальное устройство
В рамках организации местного самоуправления в Усть-Удинском районе образовано 14 муниципальных образований со статусом сельских поселений
| №  | Сельское поселение                        | Административный центр | Количество населённых пунктов | Население (чел.) | Площадь (км²) |
| -- | ----------------------------------------- | ---------------------- | ----------------------------- | ---------------- | ------------- |
| 1  | Аносовское муниципальное образование      | село Аносово           | 1                             | ↘516             | 1342,16       |
| 2  | Аталанское муниципальное образование      | село Аталанка          | 1                             | ↘196             | 988,98        |
| 3  | Балаганкинское муниципальное образование  | село Балаганка         | 1                             | ↘416             | 151,85        |
| 4  | Игжейское муниципальное образование       | село Игжей             | 1                             | ↘593             | 183,24        |
| 5  | Ключинское муниципальное образование      | деревня Ключи          | 1                             | ↘100             | 188,55        |
| 6  | Малышевское муниципальное образование     | село Малышевка         | 3                             | ↘884             | 158,99        |
| 7  | Молькинское муниципальное образование     | село Молька            | 5                             | ↗1303            | 362,81        |
| 8  | Новоудинское муниципальное образование    | село Новая Уда         | 2                             | ↘1206            | 1009,01       |
| 9  | Подволоченское муниципальное образование  | село Подволочное       | 2                             | ↘252             | 643,32        |
| 10 | Светлолобовское муниципальное образование | село Светлолобово      | 2                             | ↘741             | 259,59        |
| 11 | Среднемуйское муниципальное образование   | село Средняя Муя       | 1                             | ↘965             | 1711,40       |
| 12 | Усть-Удинское муниципальное образование   | посёлок Усть-Уда       | 1                             | ↘4918            | 65,24         |
| 13 | Чичковское муниципальное образование      | деревня Чичкова        | 2                             | ↗302             | 866,28        |
| 14 | Юголокское муниципальное образование      | село Юголок            | 2                             | ↘931             | 350,08        |

С 1 января 2006 до 1 января 2020 года Усть-Удинское муниципальное образование имело статус городского поселения.

### Населённые пункты
В Усть-Удинском районе 25 населённых пунктов.
| №  | Населённый пункт   | Тип     | Население | Муниципальное образование                 |
| -- | ------------------ | ------- | --------- | ----------------------------------------- |
| 1  | Аносово            | село    | ↘516      | Аносовское муниципальное образование      |
| 2  | Аталанка           | село    | ↘196      | Аталанское муниципальное образование      |
| 3  | Балаганка          | село    | ↘416      | Балаганкинское муниципальное образование  |
| 4  | Баранова           | деревня | ↗100      | Малышевское муниципальное образование     |
| 5  | Бурундуйский       | посёлок | ↘42       | Чичковское муниципальное образование      |
| 6  | Долганова          | деревня | ↗102      | Малышевское муниципальное образование     |
| 7  | Игжей              | село    | ↘593      | Игжейское муниципальное образование       |
| 8  | Карда              | посёлок | →1        | Подволоченское муниципальное образование  |
| 9  | Кижа               | деревня | ↘361      | Юголокское муниципальное образование      |
| 10 | Ключи              | деревня | ↘100      | Ключинское муниципальное образование      |
| 11 | Лобагай            | деревня | ↘266      | Молькинское муниципальное образование     |
| 12 | Малышевка          | село    | ↗773      | Малышевское муниципальное образование     |
| 13 | Михайловщина       | деревня | ↘227      | Светлолобовское муниципальное образование |
| 14 | Молька             | село    | ↘602      | Молькинское муниципальное образование     |
| 15 | Новая Уда          | село    | ↘1022     | Новоудинское муниципальное образование    |
| 16 | Податовская        | деревня | →193      | Молькинское муниципальное образование     |
| 17 | Подволочное        | село    | ↘292      | Подволоченское муниципальное образование  |
| 18 | Светлолобово       | село    | ↘585      | Светлолобовское муниципальное образование |
| 19 | Средняя Муя        | село    | ↘965      | Среднемуйское муниципальное образование   |
| 20 | Усть-Малой         | деревня | ↘231      | Новоудинское муниципальное образование    |
| 21 | Усть-Уда           | посёлок | ↘4918     | Усть-Удинское муниципальное образование   |
| 22 | Халюты             | деревня | ↗169      | Молькинское муниципальное образование     |
| 23 | Чичкова            | деревня | ↘274      | Чичковское муниципальное образование      |
| 24 | Юголок             | село    | ↘658      | Юголокское муниципальное образование      |
| 25 | Ясачная Хайрюзовка | деревня | ↗93       | Молькинское муниципальное образование     |

В ноябре 2019 года пгт Усть-Уда был переведён в категорию сельского населённого пункта как посёлок.

## Транспорт
Удаленность пгт. Усть-Уды от ближайшей железнодорожной станции Залари — 100 км, расстояние до г. Иркутска составляет по автомобильным дорогам 330 км, водным путём по Ангаре — 272 км.